# Magdeleine du Genestoux
Louise Pierrette Marie Magdelaine Calemard du Genestoux (née à Lyon 2e le 12 novembre 1873, morte à Paris 6e le 23 mai 1942), connue aussi sous son nom de femme mariée Madeleine Arrigon, est une éditrice et un auteur français de romans pour enfants. Souvent qualifiée d'héritière de la comtesse de Ségur, elle est l'auteur de soixante-deux titres entre 1918 et 1942, année de sa mort, notamment pour la Bibliothèque rose des éditions Hachette.

## Biographie
Le 29 avril 1919, à Paris (16e arrondissement), Magdeleine épouse le journaliste et historien Louis-Jules Arrigon (1876-1960). Le couple n'a pas d'enfant. Sa sœur Suzanne, épouse du peintre Georges Auffray, est aussi peintre et portraitiste sous le nom d'Auffray-Genestoux.
Magdeleine du Genestoux écrit son premier roman en 1918 : Noémie Hollemechette : journal d'une petite réfugiée belge, qui sera couronné par l'Académie française. En 1932, elle publie le roman de Mickey et Minnie illustré par Félix Lorioux. Elle écrira ou traduira les textes d'autres livres avec les personnages de Walt Disney.
Elle fut l'assistante de Robert Meunier du Houssoy, administrateur et responsable du secteur enfants des éditions Hachette, puis elle prit elle-même la direction de ce secteur. En 1942, malgré l'insistance des autorités allemandes, elle refusa de publier des livres de propagande.
Jérôme Doucet lui dédia son roman pour enfants, Mademoiselle Graindsel (1936).

## Œuvre
(liste exhaustive)

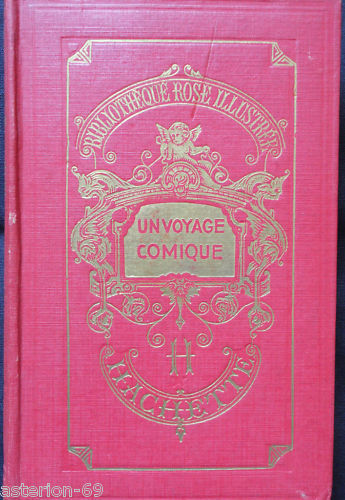
Un voyage comique, Bibliothèque rose.

- 1917 : Laurence Jerrold, La France hier et aujourd'hui, préf. de Maurice Barrès, trad. de l'anglais, Paris, Hachette, 1917.
- 1918 : Noémie Hollemechette : journal d'une petite réfugiée belge - illustrations de Georges Dutriac, Hachette.
- 1919 : Journal de Jean Billig, écolier de Colmar - Hachette.
- 1920 : Mattie Briggs et Rose Crillon - Hachette.
- 1923 : Jean-Louis le Têtu - illustrations de Georges Dutriac, collection Bibliothèque de la jeunesse.
- 1923 : Les Vacances de la famille Plumet - illustrations de Georges Dutriac, coll. Bibliothèque rose illustrée.
- 1923 : Vieux-filleuls contre Beau-Site - Hachette.
- 1923 : Le Cirque Piccolo - illustrations de Raymond de La Nézière, coll. Bibliothèque rose illustrée. Réédition en 1955 et en 1960, coll. Nouvelle Bibliothèque rose no 55.
- 1924 : Le Trésor de M. Toupie - illustrations de S. Castelnau, coll. Bibliothèque de la jeunesse.
- 1925 : Les Aventures de Passepartout - illustrations de Cecil Aldin, coll. Joyeux amis, Hachette.
- 1925 : Jean-qui-s'en-moque - illustrations d'André Pécoud et Henry Morin, coll. Bibliothèque rose illustrée.
- 1925 : Maître Coin-Coin - illustrations de Cecil Aldin, coll. Joyeux amis, Hachette.
- 1925 : Les Millions de Philippe - illustrations de Georges Dutriac, coll. Bibliothèque de la jeunesse.
- 1925 : L'Oncle Lacroustille - illustrations de Félix Lorioux, coll. Bibliothèque rose illustrée.
- 1925 : Petite-Bobine et Gros-Placide - illustrations d'André Pécoud, coll. Bibliothèque rose illustrée. Réédition en 1947.
- 1925 : Le Philosophe - illustrations de Cecil Aldin, coll. Joyeux amis, Hachette.
- 1925 : Porcinet. L'Affamé - illustrations de Cecil Aldin, coll. Joyeux amis, Hachette.
- 1926 : Une folle équipée - illustrations de Henry Morin, coll. Bibliothèque de la Jeunesse.
- 1926 : Quand ils étaient petits - Dessins et aquarelles de Henry Morin, Hachette.
- 1926 : Les Tribulations de M. Clairon - illustrations d'André Pécoud, coll. Bibliothèque rose illustrée.
- 1926 : Françoise et la mauvaise tête - illustrations de Georges Dutriac, coll. Bibliothèque des écoles et des familles.
- 1927 : Martin, Jacquot et Cie - illustrations de F. G. Lewin, coll. Chez les bêtes, Hachette.
- 1927 : Une farce de Toby - illustrations de F. G. Lewin, coll. Chez les bêtes, Hachette.
- 1927 : Enfants de la France lointaine - Dessins et aquarelles de Henry Morin, Hachette.
- 1927 : Fido et Suzy - illustrations de Mabel Lucie Attwell, Hachette.
- 1927 : M. Rhinocéros et ses collègues - illustrations de F. G. Lewin, coll.Chez les bêtes, Hachette.
- 1927 : Le Rêve de Lulu - illustrations de Mabel Lucie Attwell, Hachette.
- 1927 : Tante Mouche - illustrations de Louise Catherine Ibels, coll. Bibliothèque rose illustrée.
- 1927 : Toto le Turbulent - illustrations de Mabel Lucie Attwell, Hachette.
- 1928 : Ratignol, « as » du cinéma - illustrations de Henry Morin, coll. Bibliothèque de la Jeunesse.
- 1928 : Toutou et ses cousines - illustrations d'André Pécoud, coll. Bibliothèque rose illustrée. Réédition en 1950.
- 1929 : Toutou à Paris - illustrations d'A. Pécoud, coll. Bibliothèque rose illustrée.
- 1929 : La Poupée de Grand'maman - Dessins de L. Lafitte, Hachette.
- 1930 : L'Aventure de John Gilpin - illustrations de Harry Eliott, Hachette.
- 1930 : Gros Flo-Flo et Petit Rip - illustrations de Félix Lorioux, coll. Petite Bibliothèque blanche, Hachette.
- 1930 : Mademoiselle Trouble-fête - illustrations d'A. Pécoud, coll. Bibliothèque rose illustrée.
- 1931 : Noémie Hollemechette - illustrations de Georges Dutriac, coll. Bibliothèque rose illustrée.
- 1931 : Une petite vaniteuse - illustrations d'André Pécoud, coll. Bibliothèque rose illustrée. Réédition en 1947.
- 1931 : Le Livre des vacances. Nouvelle série. Recueil de contes, par Jean d'Agraives, Henriette Celarié, J. Girardin, Magdeleine Du Genestoux, James Oliver Curwood, Marcel E. Grancher, Jean [...], M. T. Latzarus, Édouard de Keyser, Jack London, Mary Nicollet, Gaston Pastre, Paul [...], Norbert Sevestre, Georges-G. Toudouze, éditions Hachette.
- 1932 : Enfants de nos colonies - Dessins et aquarelles de Henry Morin, Hachette.
- 1932 : La Famille Hurluberlu - illustrations d'André Pécoud, coll. Bibliothèque rose illustrée.
- 1932 : Mickey et Minnie, par accord spécial avec Walt Disney, créateur de Mickey et Minnie, coll. Bibliothèque rose illustrée, Hachette (19 juillet 1932).
- 1932 : Les Exploits d'Hispano, chien terre-neuve - illustrations de Henry Morin, coll. Bibliothèque rose illustrée,
- 1934 : Contes pour les vacances - illustrations de Félix Lorioux, Hachette.
- 1934 : Marraine d'Amérique - illustrations de Georges Dutriac, coll. Bibliothèque des écoles et des familles. 3e série. A.
- 1934 : Mickey présente : l'Arche de Noé - Dessins de Félix Lorioux d'après le célèbre film de Walt Disney Silly Symphonies, Hachette.
- 1934 : Pompon et Pomponnette - illustrations d'A. Pécoud, coll. Bibliothèque rose illustrée.
- 1935 : Mickey et le prince Malalapatte - illustrations d'après Walt Disney, coll. « Les Albums Hop-là ! », Hachette.
- 1935 : Mickey présente : La Cigale et les fourmis d'après le célèbre film de Walt Disney Silly Symphonies, Hachette.
- 1935 : Mickey présente : les Jouets de Noël d'après le célèbre film de Walt Disney Silly Symphonies, Hachette.
- 1935 : Mickey présente : Le Lièvre et la tortue - Dessins d'après le célèbre film de Walt Disney Silly Symphonies, Hachette.
- 1935 : Les Petits Lapins et les Œufs de Pâques - Dessins de Félix Lorioux D'après le célèbre film de Walt Disney, Silly Symphonies, Hachette.
- 1935 : Monsieur Coco - illustrations de P. Dufau, coll. Bibliothèque rose illustrée.
- 1935 : Pipo et Pip - illustrations d'André Pécoud, coll. Bibliothèque rose illustrée.
- 1936 : Les Trois Petits Chats - Dessins d'après le célèbre film de Walt Disney : Silly Symphonies, Hachette.
- 1936 : Psitt !... Enlevée !... - illustrations de Michel Jacquot, coll. Bibliothèque rose illustrée.
- 1937 : Deux fortes têtes - illustrations de Georges Dutriac, coll. « Collection des Grands Romanciers », Hachette.
- 1937 : Mademoiselle Claire et Monsieur Corbeau - illustrations d'André Pécoud, coll. Bibliothèque rose illustrée.
- 1937 : Liette de Lahitte. Jack chez le roi Kokeliko, d'après l'Album de Magdeleine Du Genestoux, fantaisie en un acte, éditions Paris, J.-L. Lejeune.
- 1938 : Le Club de la joie - illustrations d'André Pécoud, coll. Bibliothèque rose illustrée.
- 1939 : Un voyage comique - illustrations de Henry Fournier, coll. Bibliothèque rose illustrée.
- 1940 : Pâquerette - illustrations d'André Pécoud, coll. Bibliothèque rose illustrée.
- 1941 : Mademoiselle Baguette - illustrations de Pierre Simon, coll. Bibliothèque rose illustrée.
- 1942 : En plein champ ! - illustrations d'André Pécoud, coll. Bibliothèque rose illustrée.

## Prix et distinctions
- Prix de l'Académie française pour le roman Noémie Holleméchette (1918)